# François Duprat (homme politique)
Pour les articles homonymes, voir François Duprat et Duprat.
François Duprat, né le 26 octobre 1940 à Ajaccio et mort le 18 mars 1978 à Saint-Wandrille-Rançon, près de Caudebec-en-Caux, est un essayiste et homme politique français.
Auteur spécialisé dans le nationalisme et les mouvements d'extrême droite français et adepte des thèses négationnistes, il est l'une des figures de l'extrême droite française dans les années 1960-1970, en étant notamment le numéro deux du Front national (FN). Il meurt assassiné dans l'explosion de sa voiture, affaire demeurant à ce jour non résolue. Jean-Marie Le Pen accuse l’extrême gauche de cet attentat.

## Biographie

### Origines et études
François Duprat est le fils de Joseph Duprat, résistant durant l'Occupation de la France par l'Allemagne pendant la Seconde Guerre mondiale, membre du Noyautage des administrations publiques (NAP).
Il fait ses études à Bayonne, au lycée Pierre-de-Fermat à Toulouse en prépa lettres, puis en 1959-1960 au lycée Louis-le-Grand à Paris. Il y côtoie notamment Régis Debray et le fils de Maurice Thorez, Paul Thorez. En mars 1960, aux côtés notamment de Pierre Bousquet, il est écroué pour « atteinte à la sûreté intérieure de l'État » et « reconstitution de ligue dissoute » - celle du mouvement nationaliste Jeune nation. Le mois suivant, il est muté en khâgne au lycée Lakanal de Sceaux.
Il effectue son service militaire chez les parachutistes à Pau en 1961, puis est affecté en Algérie au 3e régiment de parachutistes d'infanterie de marine (3e RPIMa). Il en sort à la fin de 1962.

### Débuts politiques et professionnels
Diplômé d'études supérieures en histoire en 1963, il travaille à la société La Foncière populaire, avant de devenir professeur de relations internationales à l'Institut de relations publiques de Paris et professeur d'histoire au collège de Caudebec-en-Caux.
Il dirige de facto la revue de Maurice Bardèche, Défense de l'Occident, et est documentaliste de Roland Gaucher pour son ouvrage L'Opposition en URSS 1917-1967 (Albin Michel, 1967).
Il passe successivement par Jeune Nation (adhésion en 1958) devenant le Parti nationaliste, créé en 1959 autour de Pierre Sidos et Dominique Venner et dont il met en place une section à Toulouse, l'OAS — ce qui lui valut d'être emprisonné.
Il est militant à la Fédération des étudiants nationalistes, dont il est exclu début 1964, date après laquelle il milite ensuite à Occident — dont il est exclu en mars 1967.
Courant 1969, alors qu'il fréquentait le nouvellement créé Centre universitaire expérimental de Vincennes, il est agressé par des militants maoïstes qui le jettent, couvert de peinture et de croix gammées, dans une pièce d'eau[Quoi ?][réf. souhaitée].
Intégré en janvier 1970 à Ordre nouveau, puis au Front national, dès sa fondation en octobre 1972, il est exclu de ces deux organisations le 22 février 1973, peu avant les affrontements du 21 juin 1973 à Paris qui voient un meeting d'Ordre nouveau au Palais de la Mutualité de Paris attaqué par une milice gauchiste.
Il est ensuite réadmis en 1974 au Front national. Ces exclusions récurrentes nourrissent abondamment le soupçon de double jeu en liaison avec des services de police, notamment les Renseignements généraux de la préfecture de police de Paris (RGPP).
À la fin de ses études, entre octobre 1964 et octobre 1965, il est coopérant un court temps de l'UNESCO au Congo à la mission protestante américaine de Bibemga et est recruté ensuite en mars 1965 pour s'occuper de la propagande de Moïse Tshombé à l'Agence congolaise de presse avec un poste de conseiller à la Sûreté nationale congolaise jusqu'en novembre 1965. Durant la guerre du Biafra, il se rend au Nigeria pour transmettre des fonds aux autorités et est embauché comme lobbyiste par l'ambassade du Nigeria en France. Il défend le régime nigérian dans Rivarol et dans un mensuel dédié à cette cause, et tient une conférence de presse au nom d'une association montée de toutes pièces, le « Comité France-Nigeria », afin d'influencer les médias pro-biafrais vers des positions pro-nigérianes.
Ayant des liens avec le Fatah et le FPLP, il joue aux côtés de Maurice Bardèche un rôle non négligeable dans la naissance d'un « antisionisme d'extrême droite ». En 1967, il crée un Rassemblement pour la libération de la Palestine et un Centre d'étude et de documentation des problèmes du Proche-Orient. L’antisionisme de Duprat est fondamentalement antisémite. Celui-ci rend l’ensemble des juifs complices des exactions dont est accusé l’État d’Israël, leur dénie tout sentiment national autre qu’israélien et s'appuie sur la théorie du complot juif mondial. Ces positions pro-palestiniennes sont alors très minoritaires à l’extrême droite. Dominique Venner le critique notamment dans une tribune publiée par Minute, stigmatisant son soutien aux « Arabes communistes » et affirmant qu’Israël ne doit pas être confondu avec « l'internationale juive ».
Il théorise le triangle antisémitisme-antisionisme-négationnisme, regroupant l’antisémitisme racial, l’antisémitisme ethno-culturel, le déni du droit d’Israël à toute existence et la négation de la Shoah :
« — Les Israéliens sont-ils débarrassés des tares physiques de leur race ? À en croire les reportages, on pourrait croire qu’Israël est peuplé de géants blonds aux yeux bleus. En fait, là aussi, il n’y a guère de changements sur le ghetto, sauf un teint moins livide. […]  
— Israël, un pays débarrassé de la lèpre de l’internationalisme, de cet internationalisme juif, plaie de tous les peuples de ce monde ? Rien de moins vrai : si les Israéliens n’apprécient que modérément leurs frères de l’intérieur, ils savent pouvoir compter en toute circonstance sur la juiverie internationale, toujours prête à entrer en action lorsque les intérêts de la “race élue” sont menacés, n’importe où dans le monde. […]
L’exploitation des pseudo “six millions de morts” du national-socialisme a arraché à l’Allemagne fédérale un milliard de dollars depuis 1952. » 
Il accuse également Israël — et l’ensemble des Juifs à travers le monde — de génocide :
« Bâti sur une injustice et un véritable génocide (car l’expulsion de tout un peuple de patrie est un génocide, au même titre que son extermination), Israël poursuit, grâce au soutien inconditionnel de la juiverie internationale, sa “solution finale” du problème arabe. » 
En février 1973, il est discrètement reçu à l'hôtel de Matignon pour négocier avec les responsables gaullistes en vue des législatives — ce que Jean-Marie Le Pen dément.
Il publie l'hebdomadaire Les Cahiers européens et la Revue d'histoire du fascisme. Revenu au Front national à partir de septembre 1974, il devient membre de son bureau politique et le demeure jusqu'à sa mort. Duprat, qui y est notamment chargé de la commission électorale, y représente la tendance nationaliste-révolutionnaire et anime également les Groupes nationalistes révolutionnaires (GNR), aux côtés d'Alain Renault. Il contribuait aux revues Défense de l'Occident et Rivarol sous les pseudonymes de François Solchaga ou François Cazenave, ainsi qu'au National.
En 1976, avec le Manifeste nationaliste révolutionnaire, il devient une sorte de théoricien de la mouvance nationaliste-révolutionnaire, apparue des années plus tôt en France mais son influence idéologique reste restreinte y compris au sein de cette mouvance hétéroclite.

### Duprat et les services secrets
De nombreuses rumeurs ont couru selon lesquelles François Duprat aurait collaboré avec nombre de services secrets. Après sa mort, il a été supposé que François Duprat avait été informateur de la Direction de la Surveillance du territoire (DST) depuis mai 1968, sous le nom de code d'« Hudson », du fait de ses relations internationales. Cette idée a été reprise dans l'émission de radio Rendez-vous avec X en janvier 2000, qui mentionne par ailleurs qu'il aurait également pris contact à la même époque avec les services de l'Union soviétique, sans que ses motivations ne soient révélées. Ce lien est réaffirmé par Paul Roux, directeur central des renseignements généraux en 1981 dans la BD documentaire Cher pays de notre enfance publiée en 2016.

### L'histoire du fascisme comme outil de combat nationaliste
L'objectif avoué des revues éditées par François Duprat est de réhabiliter le fascisme. François Duprat affirme ainsi en mai 1976 :

« Nous ne devons pas laisser à nos adversaires, marxistes et régimistes, le monopole de la présentation historique des hommes, des faits et des idées. Car l'Histoire est un merveilleux instrument de combat et il serait vain de nier qu'une des raisons importantes de nos difficultés politiques réside dans l'exploitation historique et la déformation systématique des expériences nationalistes du passé. […] C'est pour répondre à ce besoin […] qu'une équipe d'intellectuels, de professeurs, de nationalistes a créé la Revue d'Histoire du fascisme. »

Duprat constate que l'histoire est à son époque un instrument de combat politique et décide se placer sur ce terrain. Dans ce cadre, il tente par exemple de réhabiliter Joachim Peiper, participant du massacre de Malmedy, assassiné en juillet 1976. Il le qualifie en septembre 1976 de « soldat irréprochable, (de) soldat courageux[réf. à confirmer] ».

### Duprat et le négationnisme
François Duprat a joué un rôle important dans la mise en place d'une rhétorique négationniste au sein de l'extrême droite en France liant antisémitisme, antisionisme et anticommunisme.
Il rédige son premier article négationniste en 1962. Il publie ensuite une Histoire des SS (Les Sept couleurs, 1967), ouvrage dont la quatrième de couverture présente l'auteur comme un historien appartenant à la « nouvelle école révisionniste » et qui, à ce titre, étudie la Seconde Guerre mondiale, en dénonçant « un certain nombre d'idées reçues », dont les chambres à gaz.
Il signe également, toujours en 1967, une contribution à la revue Défense de l'Occident de Maurice Bardèche intitulée « Le mystère des chambres à gaz ».
Il crée de nombreuses publications, dont la Revue d'histoire du fascisme et l'hebdomadaire Les Cahiers européens, dont le service librairie diffuse également des livres négationnistes ou réhabilitant le Troisième Reich.
François Duprat a aussi été le diffuseur de traductions de textes négationnistes, tels que Le Mensonge d'Auschwitz (Die Auschwitz Lüge) de l'ancien gardien du camp d'Auschwitz, membre de la Waffen-SS, Thies Christophersen, La mystification du vingtième siècle d'Arthur Butz — livre paru aux États-Unis — ou encore la brochure Did Six Million Really Die? de Richard E. Harwood (pseudonyme de Richard Verrall) sous le titre Six millions de morts le sont-ils réellement ?, qui ont été diffusés par le « service librairie » des Cahiers européens à partir de février 1976.

### L'assassinat
Le samedi 18 mars 1978, à 8 h 40, François Duprat meurt dans l'explosion de sa Citroën GS piégée sur la route nationale 182, dans la commune de Saint-Wandrille-Rançon, près de Caudebec-en-Caux, entre les deux tours des législatives. Il achevait un livre sur le financement des partis politiques de droite et d'extrême droite intitulé Argent et politique. Jean-Marie Le Pen accuse immédiatement des mouvements d'extrême gauche ; cependant, quelque temps après, dans le numéro d'avril du National, Jean-Marie Le Pen laisse entendre que les auteurs de l'attentat pourraient être des membres du Parti des forces nouvelles (PFN), alors rival du Front national.
L'attentat ayant causé la mort de Duprat et laissé lourdement handicapée son épouse Jeannine est rapidement revendiqué par un groupe terroriste inconnu, le « Commando du souvenir ». La piste du Mossad est également envisagée. Ces pistes ne donnèrent rien et les coupables n'ont jamais été retrouvés. Cependant, deux groupuscules sionistes ont revendiqué tour à tour l'attentat.
Dans son ouvrage Génération Occident : de l'extrême droite à la droite, Frédéric Charpier avance l'hypothèse selon laquelle l'attentat aurait été commandité par des membres d'une organisation d'extrême droite rivale. Dans le même ouvrage, il rappelle que François Duprat avait été exclu d'Occident en 1967 parce qu'il était suspecté de mener une activité d'indicateur de police. Le rapport éventuel entre cet aspect de sa biographie et sa mort dans un attentat n'a cependant pas été prouvé par l'enquête de police. Pour Roger Faligot et Pascal Krop, auteurs de DST : Police secrète (Flammarion, 1999), il aurait été assassiné à cause de ses liens avec les mouvements palestiniens et syriens. La LICRA condamna cet attentat par un communiqué de son président Jean Pierre-Bloch.
Patrice Chairoff avait publié peu avant la mort de Duprat les noms et adresses des publications dirigées par ce dernier, dont l'une se trouvait être aussi son domicile privé, dans son Dossier néo-nazisme, paru aux éditions Ramsay en 1977 et préfacé par Beate Klarsfeld.
Malgré les diverses hypothèses sur les causes de sa mort, l'origine de l'attentat n'a jamais été éclaircie. Les auteurs du crime n'ont jamais été identifiés.
Après sa mort, Michel Faci (de la FANE) revendique la place de numéro deux du FN auprès de Jean-Marie Le Pen ; ce dernier refuse, lui préférant Jean-Pierre Stirbois.
En avril 1978, Le National rend hommage à François Duprat dans un numéro spécial. Dans un des articles, il est fait allusion à son engagement négationniste, dans un texte où d'aucuns perçoivent des « insinuations antisémites » :
« Tu faisais partie de ce qu'il est convenu d'appeler l'école historique “révisionniste” et, naturellement, tu te trouvais en relations avec d'autres historiens de même tendance, tel ce R. Harwood, dont tu diffusais en France l'une des brochures les plus explosives, comme tu l'écrivais dans les Cahiers [européens]. »

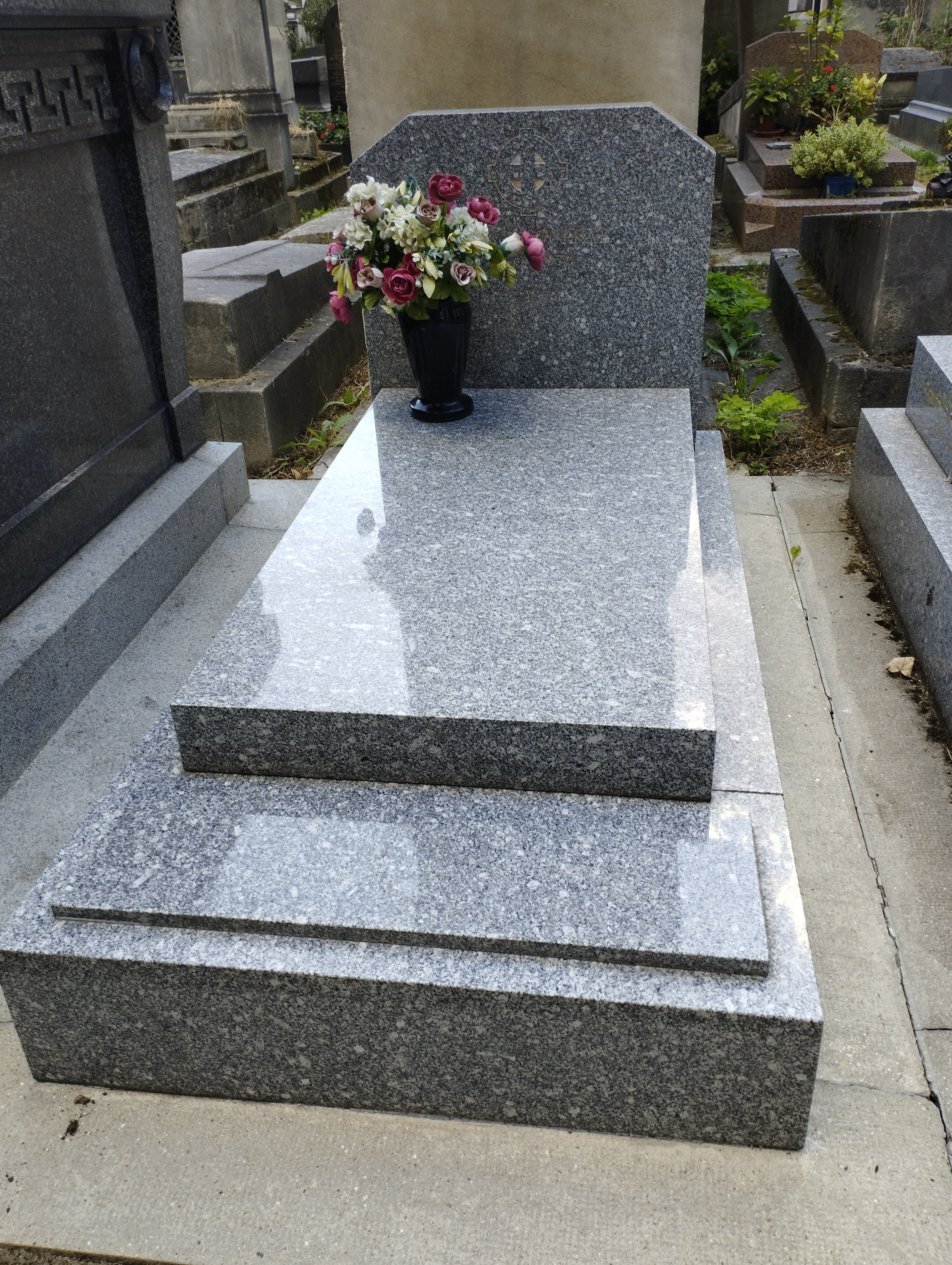
Tombe de François Duprat au cimetière de Montmartre (division 26).

Souvent attribué à Jean-Marie Le Pen — à tort —, cet hommage serait dû, eu égard aux ressemblances stylistiques et aux métaphores, à André Delaporte, ancien membre du Comité central du Front national, journaliste aux Cahiers européens-hebdo et à Militant.
Ses obsèques ont lieu en l'église Saint-Nicolas-du-Chardonnet à Paris, lieu de culte principal du mouvement catholique traditionaliste. Y participent « toutes les familles de la droite [nationaliste], mêlant militants du Front national, ceux du PFN, les monarchistes et les solidaristes ».
Depuis lors, chaque 18 mars, et jusqu'à sa mort, Jean-Marie Le Pen venait rendre hommage au cimetière de Montmartre (division 26) à ce « passionné de la vérité historique », ce « combattant », « politique jusqu'au bout des ongles ».

## Publications
- Histoire des SS, Paris, Les Sept Couleurs, 1968, 432 p., 21 cm (BNF 32988941).
- François Duprat (intr. et postf. de Maurice Bardèche), Les Journées de Mai 1968 : Les dessous d'une révolution, Paris, Nouvelles Éditions latines, 1968, 223 p., 19 cm (BNF 35171437, lire en ligne).
- L'Internationale étudiante révolutionnaire, Paris, Nouvelles Éditions latines, 1969, 223 p., 19 cm (BNF 35221720, lire en ligne).
- François Duprat (dir.) et Maurice Bardèche (dir.), Les Fascismes inconnus : Défense de l'Occident, numéro spécial 81, Les Sept couleurs, avril-mai 1969, 111 p.
- François Duprat (dir.), Le Fascisme dans le monde : Défense de l'Occident, numéro spécial 91-92, Les Sept couleurs, octobre-novembre 1970, 112 p.
- Les Mouvements d'extrême-droite en France depuis 1944, Paris, Éditions Albatros, 1972, 303 p., 22 cm (BNF 35315014)  — réédité en deux volumes chez L'Homme libre (1998, 1999).
- L'Ascension du M.S.I. : (Movimento Sociale Italiano), Paris, Les Sept Couleurs, 1972, 176 p., 18 cm (BNF 34593020).
- Les Campagnes de la Waffen SS (2 vol.), Paris, Les Sept Couleurs, 1972-1973.
- « François Massa », Bengale : histoire d'un conflit, Paris, Alain Moreau, coll. « Histoire et Actualité », 1972, 295 p. (BNF 35304514).
- La Croisade antibolchevique : Recueil de textes extraits de Défense de l'Occident, no 110, 113 et 119, Paris, Les Sept couleurs, 1974, 280 p., 21 cm (BNF 34557568).

### Posthumes
- François Duprat (préf. Jean-Marie Le Pen), La droite nationale en France de 1971 à 1975, Paris, Éditions de l'Homme libre, 2002, 167 p., 21 cm (ISBN 978-2-912104-23-6, BNF 39301556, présentation en ligne).La couverture porte en surcharge la mention « Défendre les Français, c'est le programme du Front national », qui n'est pas un sous-titre au sens bibliographique.
- Le Ba'as, idéologie et histoire, Nantes, Éditions Ars magna, coll. « Les documents de Ars magna », 2005, 17 p., 21 cm (ISBN 978-2-912164-36-0, BNF 39926606, présentation en ligne).
- Manifeste nationaliste révolutionnaire, Nantes, Éditions Ars magna, coll. « Les documents de Ars magna », 2006, 25 p., 21 cm (ISBN 978-2-912164-47-6, BNF 41034013, lire en ligne) — initialement inséré dans un numéro spécial des Cahiers européens Hebdo - Notre Europe (no 46).

#### Utilisée pour la rédaction de l'article
- Alain Rollat, Les hommes de l'extrême-droite : Le Pen, Marie, Ortiz et les autres, Calmann-Lévy, coll. « Questions d'actualité », 1985, 236 p., 23 cm (ISBN 978-2-7021-1373-8, BNF 36618257) — plusieurs pages sont consacrés à François Duprat, p. 64 sqq. et p. 71-75 sous le titre : « L'assassinat de François Duprat ».
- Valérie Igounet, Histoire du négationnisme en France, Éditions du Seuil, 2000, 691 p., 21 cm (ISBN 978-2-7028-5174-6, BNF 37112285, lire en ligne) — en particulier le chapitre « L'extrême droite diffuse les thèses négationnistes / François Duprat, un passeur idéologique », p. 161-180.

#### Complémentaire
- Alain Renault, « La dernière classe du professeur Duprat », Le Crapouillot, nouvelle série no 86,‎ février 1986, p. 39-40.
- Jean-Christophe Cambadélis, La France blafarde : Une histoire politique de l'extrême droite, Plon, 1998, 513 p., 24 cm (ISBN 978-2-259-18682-7, BNF 36706090, présentation en ligne).
- Nicolas Lebourg et Joseph Beauregard, François Duprat : L'Homme qui inventa le Front national, Paris, Éditions Denoël, coll. « Impacts », 2012, 382 p., 23 cm (ISBN 978-2-207-26021-0, BNF 42688991, présentation en ligne).
- Cahier d'Histoire du nationalisme (no 2 - 2014) consacré à François Duprat et au nationalisme révolutionnaire. Sous la direction d'Alain Renault. Édité par Synthèse nationale.

### Filmographie
- François Duprat, une histoire de l'extrême-droite, webdocumentaire coproduit par Le Monde, l'INA et 1+1 Production, 8 avril 2011.

### Émission radiophonique
- Patrick Pesnot, « François Duprat, 1978 », émission de 39 min [], sur France Inter, Rendez-vous avec X, 29 janvier 2000 (consulté le 3 novembre 2021)